# María (roman)
 María   est un roman de langue espagnole, écrit par l'écrivain colombien Jorge Isaacs. Publié en 1867, le seul roman de l'auteur est devenu l'une des œuvres les plus notables du romantisme de la littérature espagnole, et est considéré comme un des chefs-d'œuvre de la littérature hispano-américaine. Le roman relate l'histoire de personnages appartenant à des classes sociales différentes, et des histoires d'amours impossibles, dont celle d'Efraín et María.

## Première édition
Il commence à écrire les premiers chapitres du roman María en 1864 dans un campement appelé La Víbora (La Vipère) et situé sur les rives du río Dagua. Il finit l'écriture de son roman un an après dans la maison paternelle située dans le quartier El Peñón à Cali  et achetée le 29 mai 1843. Le texte de cette première édition est d'abord corrigé à Cali par son frère Alcides qui est professeur de grammaire, avant d'être envoyé à Bogotá pour être relu par José María Vergara y Vergara, Ricardo Carrasquilla, Ricardo Silva et José Manuel Marroquín. María est publié pour la première fois en mai 1867 à l'imprimerie de José Benito Gaitán et est tiré à 800 exemplaires, se vendant au prix de 1,60 $,. Bien que ce soit un échec sur le plan économique, Jorge Isaacs ne recevant que 200 pesos pour les 200 exemplaires vendus, le livre est un succès littéraire, José Joaquín Ortiz déclarant dans le journal La Caridad, lecturas del hogar que les vers de ce volume « furent accueillis avec un rare enthousiasme ».

## Deuxième édition
En 1869, la deuxième édition, corrigée par Miguel Antonio Caro, est réalisée à l'imprimerie de Medardo Rivas. Dans cette nouvelle mouture, Isaacs décide notamment d'augmenter de deux ans l'âge de María. Le succès de María est rapide. En effet, la première édition de cette œuvre apparaît en 1870 au Mexique, en 1874 en France, en 1882 en Espagne et en 1890 aux États-Unis.

## Déroulé de l'histoire
María raconte plusieurs histoires d'amour impossibles, les personnages appartenant à des classes sociales ou ethnies différentes, et notamment celle entre Efraín et sa cousine María. Alors que le jeune homme doit quitter son village du Cauca afin de poursuivre des études à Bogotá, il y laisse María qui est folle amoureuse de lui. Ils se revoient 6 ans plus tard, éprouvant toujours les mêmes sentiments l'un envers l'autre, mais Efraín doit de nouveau partir pour terminer ses études à Londres. À son retour, deux ans plus tard, il apprend par sa sœur Emma que María est morte durant son absence. Efraín demeurera inconsolable, pleurant sur la tombe de sa bien-aimée.

## Analyse
En 1920, à la suite de la publication complète des poésies de Jorge Isaacs par la maison d'édition Maucci à Barcelone, Baldomero Sanín Cano écrit un prologue sur María. Il rapproche l'œuvre de l'auteur colombien aux principaux courants du naturalisme et du romantisme européen, percevant dans ce roman l'influence des écrivains français Jean-Jacques Rousseau et François-René de Chateaubriand. En 1946, l'écrivain et critique littéraire colombien Antonio Gómez Restrepo écrit sur le roman de Jorge Isaacs : « C'est le livre colombien le plus diffusé dans le monde; il a souvent été réimprimé en Colombie et dans d'autres pays où on parle l'espagnol. Il a été traduit en plusieurs langues. »
Le roman María, composé de 65 chapitres, se base sur diverses expériences autobiographiques de Jorge Isaacs. En effet, comme l'auteur du roman, Efraín doit quitter son village du Cauca pour poursuivre des études à Bogotá. Il essaie également d'apprendre la médecine, écrit des poésie et travaille dans une hacienda. Cependant, l'écrivain ne parle pas de sa vie politique agitée alors que les autres expériences significatives de sa vie sont transférées à son personnage Efraín.
Au-delà de l'intrigue sentimentale de María, Jorge Isaacs raconte également la vie dans les plantations de la vallée du Cauca, fait découvrir différentes scènes locales telles que la chasse au tigre ou le travail de la canne ainsi qu'une société féodale et esclavagiste se voyant heureuse, avec des rapports sains entre les maîtres et leurs esclaves.

### Ouvrages utilisés
- (es) Jorge Isaacs (auteur) et Flor María Rodríguez-Arenas (rédacteur), María, Stockcero, 2008, 344 p. (ISBN 978-1-934768-18-1, lire en ligne)

1. 1 2  p. x.

- (es) José Eduardo Rueda Enciso, « Esbozo biográfico de Jorge Isaacs », Revista CS, no 4,‎ 1er juin 2009, p. 21-54 (ISSN 2011-0324, lire en ligne)

1. ↑  p. 30.

- (es) Darío Henao Restrepo, Memorias del Primer Simposio Internacional Jorge Isaacs : el creador en todas sus facetas, Universidad del Valle, 2007, 511 p. (ISBN 978-958-670-571-4, lire en ligne)

1. ↑  p. 328.

### Autres références
1. ↑  (es) Ricardo Rodríguez Morales, « Jorge Isaacs (1837-1895) », Credencial Historia (édition n°64), avril 1995 (consulté le 15 septembre 2011)
2. ↑  (es) José Eduardo Rueda Enciso, Boletín de Antropología, vol. 21, Medellín, Université d'Antioquia, 2007 (ISSN 0120-2510, lire en ligne), « Jorge Isaacs: de la literatura a la etnología », p. 340
3. ↑  (es) Edgar Vásquez Benítez, Historia de Cali en el siglo 20 : sociedad, economía, cultura y espacio, Université de Valle, 2001, 318 p. (ISBN 978-958-33-2904-3, lire en ligne), p. 134
4. ↑  (es) María Teresa Cristina Z., « Jorge Isaacs: Biografía », Bibliothèque Luis Ángel Arango (consulté le 17 septembre 2011)
5. ↑  (es) « La literatura fue su redención », El Tiempo, 17 avril 1995 (consulté le 17 septembre 2011)
6. ↑  Nicolas Balutet, Histoire de la Littérature Latino-américaine, Confluences & Traverses, 2008, 66 p. (ISBN 9782953028010), p. 15
7. ↑  (es) Daniel Samper Pizano, « 1867: un año maravilloso para la literatura colombiana », El Tiempo, 6 avril 2011 (consulté le 21 septembre 2011)
8. ↑  (es) Benito Varela Jácome, « Introducción à María, de Jorge Isaacs », Biblioteca Virtual Miguel de Cervantes, 2003 (consulté le 26 septembre 2011)
9. ↑  (es) « Prólogo de María », Bibliothèque Luis Ángel Arango, 1867 (consulté le 26 septembre 2011)
10. ↑  Noël Salomon, Actes Du VI Congres National Des Hispanistes français, Presses Univ. Franche-Comté, 1971, « Nation et littérature en Amérique hispanique de 1810 à 1880-1890 », p. 45-58